# Mirco Lorenzetto
Mirco Lorenzetto (né le 19 juillet 1981 à Vittorio Veneto, dans la province de Trévise en Vénétie) est un coureur cycliste italien professionnel de 2004 à 2011.

## Biographie
Mirco Lorenzetto devient cycliste professionnel en 2004 dans l'équipe De Nardi de Gianluigi Stanga. Il intègre le ProTour l'année suivante au sein de la même structure, devenue Domina Vacanze. Il participe à son premier Tour d'Italie, épaulant le leader de l'équipe Mirko Celestino. Il prend également part au sprints massifs, et termine quatrième de la dernière étape.
En 2006, l'équipe Domina Vacanze fusionne avec une partie de la formation allemande Wiesenhof et forme la nouvelle équipe Milram. Dès lors, il court essentiellement en tant que coéquipier des deux meilleurs sprinters de l'équipe, Alessandro Petacchi et Erik Zabel. Il remporte également sa première victoire, lors du Tour méditerranéen 2007.
En 2008, il est engagé par l'équipe Lampre. Il gagne cette année-là une étape du Tour de la Communauté valencienne et du Tour de Turquie, et se classe 5e de Milan-San Remo, 7e du Tour de Pologne et 8e de la Vattenfall Cyclassics. En 2010, il participe au Tour de France, avec pour leaders Damiano Cunego et Alessandro Petacchi, qui remporte le classement par points. Lorenzetto termine à la 166e place. En août, il gagne une étape du Tour de Pologne devant son coéquipier slovène Grega Bole. Il occupe pendant une journée la première place du classement général grâce à ce succès. Il s'agit de sa seule victoire lors d'une course du Calendrier mondial UCI.
En tant que membre de la Lampre, il est mêlé à l'affaire Mantoue.
En 2011, il est recruté par l'équipe kazakhe Astana. À la fin de la saison, il décide de mettre un terme à sa carrière.

## Palmarès

### Palmarès amateur
- 2000
  - Gran Premio Fiera del Riso
- 2001
  - Mémorial Gigi Pezzoni
  - Astico-Brenta
  - 3e de La Popolarissima
- 2002
  - Trofeo Banca Popolare di Vicenza
  - 2e (contre-la-montre) et 4e étapes du Tour de Berlin
  - 2e du Mémorial Gigi Pezzoni
  - 2e du Tour de Berlin
  - 3e du Trofeo Franco Balestra
- 2003
  - Piccola Sanremo
  - Trophée Edil C
  - 2e du Trofeo Papà Cervi
  - 2e de la Coppa Città di Bozzolo
  - 3e de La Popolarissima
  - 3e de Vicence-Bionde

### Palmarès professionnel
- 2007
  - 6e étape du Tour méditerranéen
  - 2e du Trofeo Laigueglia
- 2008
  - 4e étape du Tour de la Communauté valencienne
  - 2e étape du Tour de Turquie
  - 5e de Milan-San Remo
  - 7e du Tour de Pologne
  - 8e de la Vattenfall Cyclassics
- 2009
  - 1re et 2e étape du Tour de Sardaigne
  - Tour du Frioul
- 2010
  - 4e étape du Tour de Pologne

## Résultats sur les grands tours

### Tour de France
1 participation
- 2010 : 166e

### Tour d'Italie
4 participations
- 2005 : 109e
- 2006 : abandon (21e étape)
- 2007 : 109e
- 2008 : abandon (14e étape)

### Tour d'Espagne
1 participation
- 2005 : abandon (5e étape)

## Classements mondiaux
| Année                  | 2006 | 2007 | 2008 | 2009 | 2010 |
| ---------------------- | ---- | ---- | ---- | ---- | ---- |
| Classement ProTour     | 199e | 214e | 58e  |      |      |
| Calendrier mondial UCI |      |      |      | 217e | 157e |